# Fritt ord
Fritt ord var en norsk tidskrift, grundad 1931 av teologie doktor Kristian Schjelderup som organ för Landslaget for frilyndt kristendom med syfte att verka för vidsynthet och tolerans i religiösa och moraliska frågor och arbeta för "de humanistiska idealen på en bred kulturell front". Den utgavs från 1938 av Nansenskolen i Lillehammer, men tidningens utgivning hindrades av tyskarna och lades ned 1940.